# 大鱼游戏
大鱼游戏（英语：Big Fish Games）是一家制作休闲游戏的公司，总部位于美国华盛顿州西雅图。大鱼游戏兼具开发商和经销商两个角色，经营电脑和移动设备上的休闲游戏。

## 历史
该公司由Paul Thelen在2002年成立，启动资金10,000美元。
2014年11月12日，公司被博彩娱乐公司Churchill Downs Incorporated以8.85亿美元收购。
2017年，公司以9.9亿美元被出售给贵族科技（Aristocrat Technologies）。

## 大鱼工作室
大鱼工作室（英语：Big Fish Studios）是大鱼游戏内部的开发工作室，负责开发原创游戏。其开发的游戏中有很大一部分使用了自己的游戏引擎，同时支持DirectX和OpenGL.
大鱼工作室开发一些有名的游戏的有：
- 阿扎达系列
- 谜画之塔系列
- 神秘视线系列